# Macaduma medioumbra
Macaduma medioumbra är en fjärilsart som beskrevs av Embrik Strand 1922. Macaduma medioumbra ingår i släktet Macaduma och familjen björnspinnare. Inga underarter finns listade i Catalogue of Life.